# يوجينة إسكوديرو
يوجينة إسكوديرو (بالإسبانية: Eugenia Escudero)‏ هي مبارزة بالسيف مكسيكية، ولدت في 26 نوفمبر 1914 في مدينة مكسيكو في المكسيك، وتوفيت في 18 يناير 2011.

## وصلات خارجية
- يوجينة إسكوديرو على موقع أوليمبيديا (الإنجليزية)